# K-otic
K-otic (betekenis: chaotic, chaotisch) is een Nederlandse popgroep die ontstond uit het televisieprogramma Starmaker. De groep bestond oorspronkelijk uit Rachel Kramer, Bouchra Tjon Pon Fong, Anna Speller, Sita Vermeulen, Bart Voncken, Stefan de Roon en Martijn Terporten. Sita verliet de groep eind 2001. In 2003 werd de band vanwege afnemend succes opgeheven. Eind 2015 kwam de groep weer bij elkaar om in 2016 een eenmalig concert te organiseren.

## Biografie

### Starmaker
In Starmaker, een idee van John de Mol, nam een groep van twaalf jongeren met muziektalent hun intrek in het voormalige Big Brother-huis in Almere met als bedoeling om uiteindelijk een nieuwe zeskoppige-popgroep te vormen. Van begin maart tot eind mei 2001 volgden de deelnemers hier vele soorten workshops en werden ze begeleid door professionals als Ad Vandenberg, Florent Luyckx en Tjeerd Oosterhuis. Iedere week werd er een deelnemer door de kijkers naar huis gestuurd. In eerste instantie was het het plan om zes jongeren over te houden, maar omdat zowel de deelnemers als de kijkers hier veel moeite mee hadden, werd besloten zeven mensen toe te laten tot de groep. Vooral door het feit dat tijdens de finale zowel Sita als Rachel evenveel percentage aan stemmen hadden en beide dus een plekje in de groep hadden bemachtigd, was dat de definitieve keuze om de zeven overgebleven kandidaten als groep te vormen. Behalve de bezetting werd ook de bandnaam K-otic door de kijkers gekozen. De namen Stars Inc. en Young Guns vallen af.
De winnaars kregen bij platenmaatschappij BMG een contract aangeboden. De eerste hit die ze scoorden was Damn (I think I love you), dat op nummer 1 binnenkwam in de Nederlandse Top 40 en de Mega Top 100. Destijds was het pas de achtste keer dat een act dat voor elkaar kreeg. Het nummer werd opgenomen toen alle deelnemers nog in het huis zaten en werd uitgebracht onder de naam Starmaker. Tijdens het programma kregen twee deelnemers de kans een duet op te nemen. Winnaars hiervan waren Sita en Bart die met I was made to love you een hit scoorden.
Het eerste optreden van K-otic vond plaats tijdens de TMF Awards in 2001. Daarna werd de televisieserie afgesloten met twee optredens in de Heineken Music Hall in Amsterdam.

### Bulletproof en exit Sita
Het debuutalbum Bulletproof werd direct na het einde van Starmaker uitgebracht en kwam een week na de laatste uitzending binnen op de eerste plaats in de Album Top 100. Het werd in Nederland met ruime voorsprong het best verkochte album van 2001 voor Alessandro Safina's Insieme a te en Not that Kind van Anastacia. In het decenniumoverzicht 2000-2009 eindigde de cd op de 18e plaats. Van Bulletproof werden meer dan 235.000 exemplaren verkocht, goed voor tweemaal platina. De van het album getrokken singles I can't explain, I really don't think so en No perfect world werden allemaal hits in de Top 40 en de Mega Top 100.
Vanaf september 2001 deed K-otic een uitgebreide Nederlandse tournee waarbij zalen als Paradiso en Nighttown worden aangedaan. Na U2 en Bon Jovi was K-otic dat jaar de best bezochte liveact. Ook won de groep een Top of the Pops Award in de categorie Top TV Music Act.
Sita verliet eind 2001 de groep om een solocarrière op te starten. Al tijdens Starmaker was zij door de makers aangewezen om solo te gaan. Vanwege het succes van de groep werd echter besloten om dit uit te stellen. De overige bandleden besloten door te gaan als zestal.

### Tweede album en einde
Begin april 2002 dook K-otic de studio in voor het tweede album Indestructible. De eerste single Falling kwam eind mei 2002 uit en werd opnieuw een Top 40-hit, net als de opvolger I surrender, die in augustus verschijnt. Het album werd een stuk minder verkocht dan zijn voorganger, maar werd desondanks toch bekroond met een gouden plaat.
Het optreden op 28 september in Tivoli te Utrecht was een van de weinige die de groep dat jaar gaf. Het succes nam verder af en de groep besluit te stoppen. Verschillende groepsleden hadden toen al een tijdje te kennen gegeven zich niet lekker te voelen bij de muziek en stijl van de band. Het laatste concert werd op 26 januari 2003 gegeven in Bob's Saloon in Uitgeest.

### Reünies
In 2011 kwam de groep privé voor het eerst weer bij elkaar. Dan ontstonden ook de eerste ideeën voor een echte publieke reünie. Die kwam er uiteindelijk pas in 2016, wanneer het vijftien jaar terug was dat de groep bij elkaar werd gebracht. Middels een tv-optreden in Carlo's TV Café in maart werd al snel met een crowdfundingsactie het benodigde geld opgehaald voor een eenmalig reünieconcert. Daarbij werd eerst gedacht aan een kleine zaal, maar de belangstelling was zo groot dat in december 2016 K-otic na vijftien jaar terugkeerde in de Heineken Music Hall, de plek waar de groep in 2001 begon. De reünie werd tevens aangegrepen voor een zesdelige documentairereeks die eind 2016 op YouTube verscheen.
Aanvankelijk was het de bedoeling dat de groep daarna ieder hun eigen weg zouden gaan. Maar ze werden daarna voor regelmatig 00's parties en festivals gevraagd voor shows. Terporten verliet echter de groep na het concert in de Heineken Music Hall. De groep treedt niet altijd in hun oorspronkelijk bezetting op, het kan zijn dat ze in roulerende vorm optreden. Echter, wanneer een van de twee overgebleven heren is verhinderd, treed Deon Leon op als extra lid van de groep.
Op 12 november 2022 trad K-otic op bij het tv-programma Even tot hier. Op 13 maart 2024 maakte de groep tijdens een radioprogramma op 100% NL bekend dat er in 2026 een reünietournee gepland gaat worden om het 25-jarig jubileum van de groep te vieren. Wanneer deze tour precies van start gaat en om hoeveel concerten het gaat, wordt later bekend gemaakt.

## Discografie

### Albums
| Album met eventuele hitnotering(en) in de Nederlandse Album Top 100 | Datum van verschijnen | Datum van binnenkomst | Hoogste positie | Aantal weken | Opmerkingen          |
| ------------------------------------------------------------------- | --------------------- | --------------------- | --------------- | ------------ | -------------------- |
| Bulletproof                                                         | 2001                  | 02-06-2001            | 1(7wk)          | 32           | Platina              |
| Live and more                                                       | 2001                  | 11-08-2001            | 39              | 4            | Livealbum / cd & dvd |
| Indestructible                                                      | 2002                  | 21-09-2002            | 2               | 16           | Goud                 |

### Singles
| Single met eventuele hitnotering(en) in de Nederlandse Top 40 | Datum van verschijnen | Datum van binnenkomst | Hoogste positie | Aantal weken | Opmerkingen                                                                 |
| ------------------------------------------------------------- | --------------------- | --------------------- | --------------- | ------------ | --------------------------------------------------------------------------- |
| Damn (I think I love you)                                     | 2001                  | 14-04-2001            | 1(5wk)          | 10           | als Starmaker / Platina/#1 in de Mega Top 100/Best verkochte plaat van 2001 |
| I was made to love you                                        | 2001                  | 19-05-2001            | 2               | 9            | als Sita & Bart/ #2 in de Mega Top 100                                      |
| I can't explain                                               | 2001                  | 26-05-2001            | 7               | 6            | #3 in de Mega Top 100                                                       |
| I really don't think so                                       | 2001                  | 04-08-2001            | 21              | 7            | gecoverd door Scene 23/#25 in de Mega Top 100                               |
| No perfect world                                              | 2001                  | 29-09-2001            | 18              | 5            | #12 in de Mega Top 100                                                      |
| Falling                                                       | 2002                  | 08-06-2002            | 7               | 9            | #5 in de Mega Top 100                                                       |
| I surrender                                                   | 2002                  | 24-08-2002            | 4               | 7            | #3 in de Mega Top 100                                                       |
| I don't understand you                                        | 2002                  | 02-11-2002            | tip2            | -            | #38 in de Mega Top 100                                                      |
| Tears won't dry                                               | 2003                  | 08-02-2003            | tip9            | -            | #22 in de Mega Top 100                                                      |

### Dvd's
| Dvd's met hitnoteringen in de Nederlandse Music Top 30 | Datum van verschijnen | Datum van binnenkomst | Hoogste positie | Aantal weken | Opmerkingen |
| ------------------------------------------------------ | --------------------- | --------------------- | --------------- | ------------ | ----------- |
| Live and more                                          | 2001                  | 04-08-2001            | 2               | 5            |             |

## Trivia
- In 2013 ontstond enige commotie over het winnende Eurovisiesongfestival lied Only Teardrops. Het zou gedeeltelijk overlappen met I surrender uit 2002 van K-otic.[12]